# Herman Tuvesson
Herman Emil Teodor Tuvesson (Vankiva, 21 ottobre 1902 – Bjärnum, 2 febbraio 1995) è stato un lottatore svedese, specializzato nella lotta greco-romana e nella lotta libera. È stato più volte campione continentale negli anni trenta del XX secolo. Rappresentò la Svezia ai Giochi olimpici estivi di Los Angeles 1932 nella lotta greco-romana e a quelli di Berlino 1936 di lotta libera, terminando quarto in entrambe le edizioni.

## Palmarès
| Anno | Manifestazione  | Sede              | Evento                          | Risultato | Note |
| ---- | --------------- | ----------------- | ------------------------------- | --------- | ---- |
| 1930 | Europei         | Stoccolma         | Lotta greco-romana 56 kg        | Oro       |      |
| 1931 | Europei         | Praga             | Lotta greco-romana 56 kg        | Oro       |      |
| 1932 | Giochi olimpici | Los Angeles       | Lotta greco-romana - Pesi gallo | 4º        |      |
| 1933 | Europei         | Helsinki          | Lotta greco-romana 56 kg        | Argento   |      |
| 1934 | Europei         | Roma              | Lotta greco-romana 56 kg        | Oro       |      |
| 1934 | Europei         | Stoccolma         | Lotta libera 56 kg              | Bronzo    |      |
| 1935 | Europei         | Copenaghen        | Lotta greco-romana 56 kg        | Oro       |      |
| 1936 | Giochi olimpici | Los Angeles       | Lotta libera - Pesi gallo       | 4º        |      |
| 1937 | Europei         | Monaco di Baviera | 56 kg                           | Argento   |      |